# Gonzales (Texas)
Pour les articles homonymes, voir Gonzales.
La ville américaine de Gonzales est le siège du comté de Gonzales, dans l’État du Texas. Elle comptait 7 237 habitants lors du recensement de 2010.

## Source
- (en) Cet article est partiellement ou en totalité issu de l’article de Wikipédia en anglais intitulé « Gonzales, Texas » (voir la liste des auteurs).